# Кам'янка (притока Дніпра)
Кам'янка (рос. Б. Каменка, Б. Бредихина) — річка в Україні у Нововоронцовському, Великоолександрівському й Бериславському районах Херсонської області. Права притока річки Дніпра (басейн Дніпра).

## Опис
Довжина річки приблизно 53,23 км, найкоротша відстань між витоком і гирлом — 39,30  км, коефіцієнт звивистості річки — 1,35 . Формується декількома балками та загатами. Річка частково пересихає.

## Розташування
Бере початок на північно-західній околиці села Нововоскресенське. Тече переважно на південний схід через села Петопавлівку, Нововасилівку, Новогригорівку, Нову Кам'янку і на південній околиці села Республіканець (рос. с. Каменка (Блажкова)) впадає у річку Дніпро.
Населені пункти вздовж берегової смуги: Трифонівка, Суханове, Новокаїри, Крупиця.

## Притоки
- Балка Кам'янка (права).

## Цікаві факти
- У пригирловій частині біля села Новокаїри річку перетинає автошлях Т 0403[3] (автомобільний шлях територіального значення у Дніпропетровській та Херсонській областях. Пролягає територією Апостолівського, Нововоронцовського та Бериславського районів через Мар'янське — Нововоронцовку — Берислав).
- Біля місці гирла річки існує історична пам'ятка Кам'янська Січ[3].